# Tiyi (épouse d'Aÿ)
Pour les articles homonymes, voir Tiyi.
Tiyi (II) ou Ti ou Tiy ou Tey ou Tiye est une reine d'Égypte de la XVIIIe dynastie. Elle est la grande épouse royale du pharaon Aÿ.  Elle serait selon certains spécialistes, dont Cyril Aldred, sa deuxième épouse, le nom de la première étant inconnu par ailleurs. On ne connait pas son origine, mais elle vient sûrement de la ville d'Akhmîm, au nord d'Abydos, comme son époux. On pense qu'elle était déjà l'épouse d'Aÿ bien avant son accession au trône. 
Il y a débat entre les spécialistes sur le nombre d'enfants du couple, au moins un fils est pratiquement attesté par tout le monde, Nakhtmin qui sous Toutânkhamon a le grade de général. Ses titres sous le règne du jeune souverain sont « Le vrai serviteur qui est bénéfique à son seigneur », « Scribe royal », « Serviteur bien-aimé de son seigneur », « Porte-éventail à la droite du Roi » et « Serviteur qui fait vivre le nom de son seigneur ».
Tiyi II porte également le titre de Nourrice de la grande épouse royale Néfertiti, l'épouse d'Akhenaton. La dame Moutnedjemet, future épouse d'Horemheb, étant citée à Akhetaton comme « Sœur de la grande épouse royale », l'hypothèse que les deux femmes soient les filles d'Aÿ et Tiyi II n'est pas à exclure.

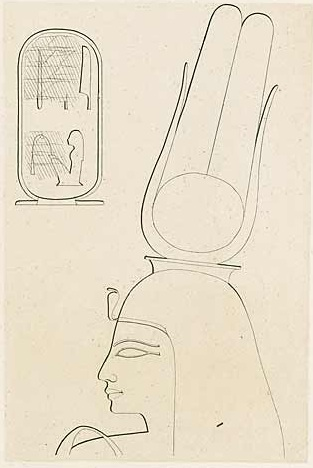
Tiyi II

Malgré un possible remariage en vue d'asseoir ses prétentions sur le trône, c'est avec Tiyi II que le pharaon Aÿ se fait représenter sur les murs de son tombeau.